# Samtgemeinde Sibbesse

Lage der ehemaligen Samtgemeinde im Landkreis Hildesheim

Die Samtgemeinde Sibbesse gehörte zum Landkreis Hildesheim im Land Niedersachsen. Durch die Bildung der Einheitsgemeinde Sibbesse zum 1. November 2016 wurde die Samtgemeinde aufgelöst.

## Gliederung
Zur Samtgemeinde gehörten folgende fünf Gemeinden:
- Adenstedt (mit Sellenstedt und Grafelde)
- Almstedt (mit Segeste)
- Eberholzen
- Sibbesse (mit Hönze, Möllensen und Petze)
- Westfeld (mit Wrisbergholzen)

## Geschichte
Die Samtgemeinde Sibbesse entstand am 1. April 1974 im Zuge der damaligen kommunalen Gebietsreform.

## Politik

### Letzter Samtgemeinderat

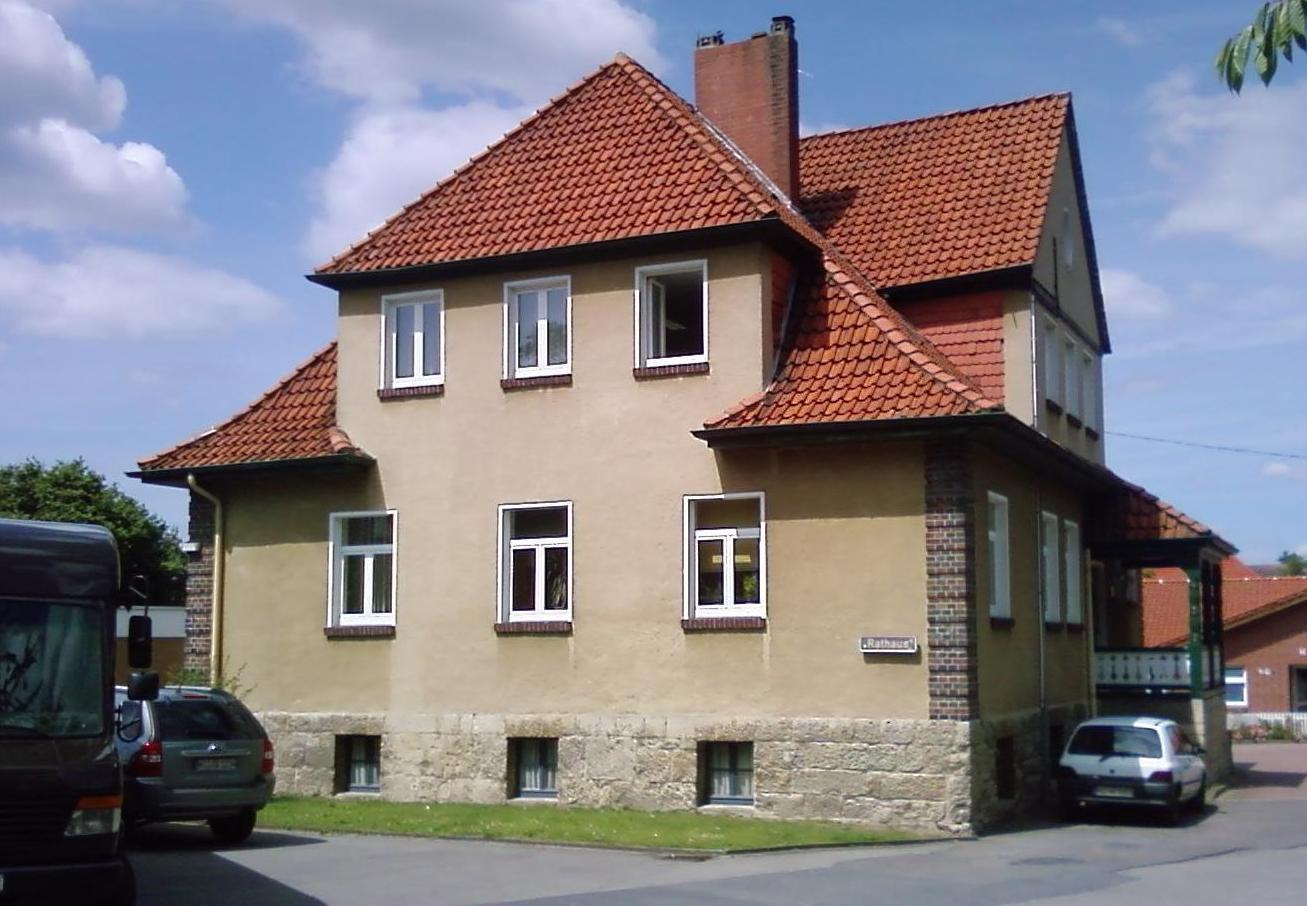
Sitz der Samtgemeindeverwaltung
im Rathaus Sibbesse

Der letzte Samtgemeinderat setzte sich aus vier Ratsfrauen und fünfzehn Ratsherren folgender Parteien und Sitzen zusammen:
- CDU: 9 Sitze
- SPD: 8 Sitze
- Grüne: 2 Sitze

### Letzter Samtgemeindebürgermeister
Der letzte hauptamtliche Samtgemeindebürgermeister war Hubertus Schneider (CDU).

### Wappen
| Wappen von Samtgemeinde Sibbesse | Blasonierung: „In Rot ein silberner, mit einer schwarzen Wolfsangel belegter Schrägbalken, begleitet oben links von 7, unten rechts von 6 silbernen Rosen mit goldenen Kelchblättern und goldenen Butzen.“ |
| Wappen von Samtgemeinde Sibbesse | Wappenbegründung: Die 13 Rosen im Wappen symbolisieren die zwölf zur Gemeinde gehörenden Ortsteile sowie den Ort Nienstedt, da Nienstedt bis 1974 zur ehemaligen Samtgemeinde Sibbesse gehörte. Die Wolfsangel, ein altes Grenzzeichen, ist darauf zurückzuführen, dass Sibbesse seit frühester Zeit ein Grenzort zwischen den Zuständigkeitsbehörden Gronau und Winzenburg gewesen ist. |